# Nebulosa de l'anell
La nebulosa de l'Anell (també coneguda com la nebulosa de la Lira, Messier 57, M57 o NGC 6720) es troba a la constel·lació de la Lira. Es tracta d'una de les més conegudes i un exemple de nebulosa planetària. Va ser descoberta per Antoine Darquier de Pellepoix el 1779. El 1800, Friedrich von Hahn va descobrir una tènue estrella central al centre de la nebulosa.
La nebulosa es troba 2.300 anys llum de la Terra. Té una magnitud aparent de 9,7. S'expandeix a raó d'1 segon d'arc per segle (és a dir, 20–30 km/s). La seva massa és aproximadament 1,2 masses solars. M57 està il·luminada per una nana blanca central de magnitud aparent 14,7.
Es creu que M57 ha estat expandint-se durant aproximadament 1.610± 240 anys. És bipolar, és a dir, té uns anells equatorials gruixuts amb ampliacions de l'estructura al llarg del seu eix de simetria. Sembla ser una esferoide prolat amb fortes concentracions de material al seu equador. Aquesta estructura és producte d'un model bipolar. Des de la Terra, es veu sobre 30° des de l'eix de simetria.
M 57 exhibeix nòduls caracteritzats per un desenvolupat sentit de simetria. No obstant això, només són visibles com una silueta contra l'emissió de fons de l'anell equatorial de la nebulosa. M 57 pot incloure emissió HII localitzada al final dels nòduls que es dirigeixen cap a l'estrella central. No obstant això, la majoria dels nòduls en són neutres i apareixen només en extinció. L'existència d'alguns nòduls amb possible emissió HII mostra que estan situats més a prop del front d'ionització que els trobats a IC 4406. Alguns dels nòduls mostren cues ben desenvolupades que sovint són d'un gruix detectable òpticament en l'espectre visible.

## Observació
La nebulosa de l'Anell es presenta a l'hemisferi nord entre maig i setembre. Se situa dins la constel·lació de la Lira, al sud de la seva estrella més brillant, Vega. Vega es troba al vèrtex nord-est de les tres estrelles del triangle d'Estiu.
M57 es pot veure amb un telescopi de 8 polzades, però amb un de 3 ja se'n pot visualitzar l'anell. Instruments més grans mostraran unes petites zones fosques en els marges est i oest, i una tènue nebulositat dins del disc.

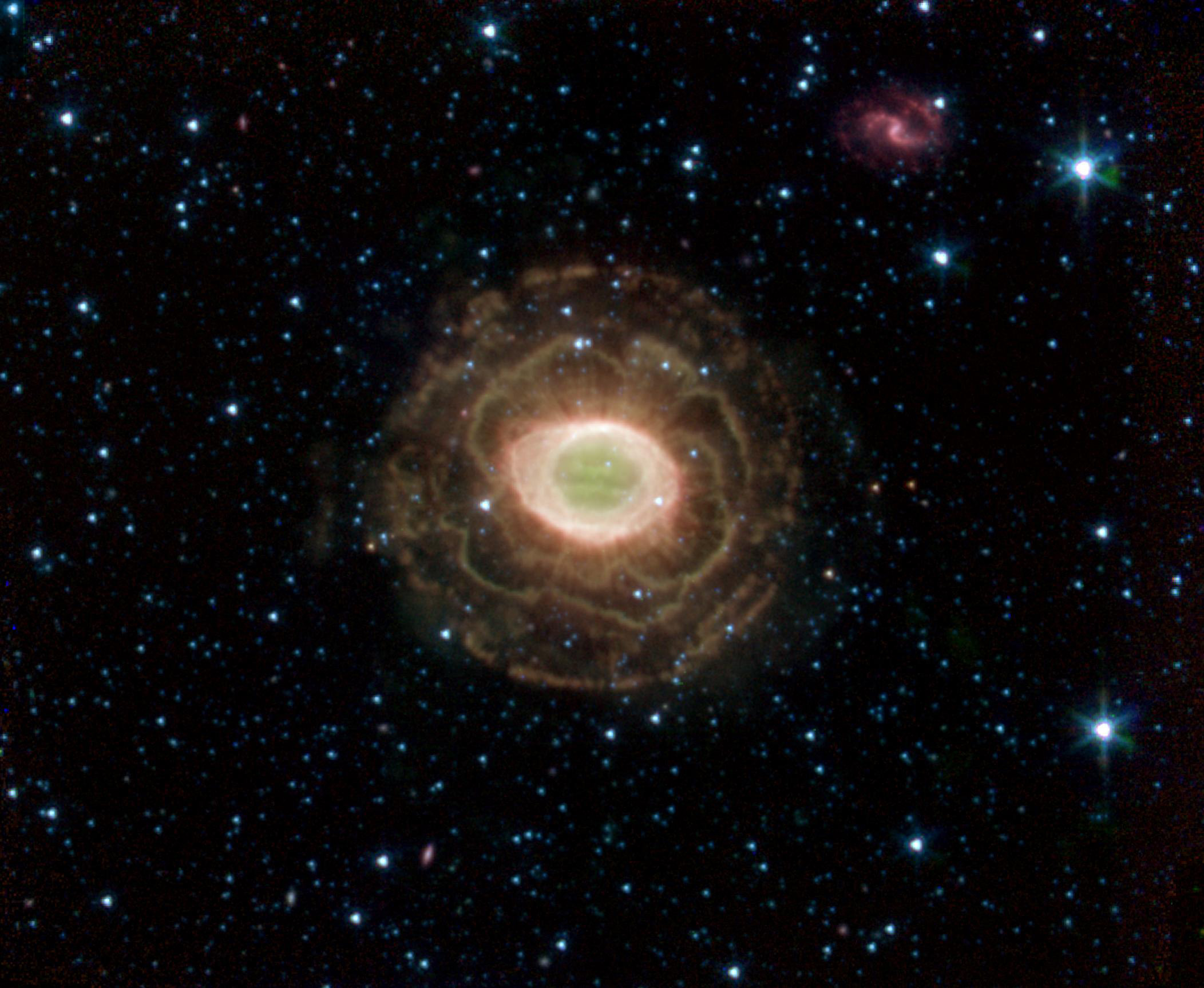
La nebulosa de l'anell en infraroig.